# Franz Brösel
Franz Brösel (* 22. August 1859 in Greiz; † 15. Juli 1926 ebenda) war ein deutscher Rechtsanwalt und Politiker (NLP).

## Leben
Brösel war der Sohn des Kaufmanns Reinhard Brösel und dessen Ehefrau Fanny geborene Ackermann aus Waltwitz. Er war evangelisch-lutherischer Konfession und heiratete am 26. Oktober 1889 in Greiz Margarethe Henning (* 16. April 1867 in Greiz; † 26. Dezember 1938 in Berga/Elster), der Tochter des Hofdruckereibesitzers Otto Henning. Der Landtagsabgeordnete Goswin Brösel war ein Onkel.
Brösel studierte Staats- und Rechtswissenschaften und wurde zum Dr. jur. promoviert. 1883 legte er das erste und 1887 das zweite Staatsexamen ab. Danach war er Rechtsanwalt und Notar in Greiz. Am 15. Juli 1926 starb er durch Selbstmord und ertränkte sich in der Weißen Elster. Er wurde mit dem Titel eines Justizrates ausgezeichnet.
Er vertrat liberale Positionen und war Mitglied der NLP. Von 1903 bis 1906 war er Mitglied des Gemeinderates der Stadt Greiz. Vom 8. November 1909 bis zum 3. Januar 1919 gehörte er dem Greizer Landtag an. Er wurde vom Fürsten als Abgeordneter ernannt.